# The Last Man Expanding
«The Last Man Expanding» (укр. «Останній розширений чоловік») — шістнадцята серія тридцять шостого сезону мультсеріалу «Сімпсони», прем'єра якої відбулась 6 квітня 2025 року у США на телеканалі «Fox».

## Сюжет
У таверні Мо завсідники помічають, що щось не так — немає Барні Гамбла. Раптово до закладу заходить худий і стрункий Барні. Він пояснює, що після виявлення гіперкаліємії змушений приймати препарат Озинквік (англ. Othinquic), який призводить до різкого схуднення. Іншим побічним ефектом є те, що у нього зникає тяга до алкоголю. Це підслуховує шеф Віґґам, і через тиждень, після вживання Озинквіка, втративши вагу йому легко вдається зловити Гадюку. Звернувши на це увагу, більшість мешканців Спрінґфілда йдуть до лікаря за рецептом для схуднення.
Єдиний, хто не погоджується приймати Озинквік (окрім дітей, яким він заборонено, бо він викликає залежність), є Гомер. Висловивши свою вперту позицію вдома, Гомер з дітьми іде в ресторан.
Тим часом Мардж залишається наодинці вдома з Меґґі. Під час трансляції реклами на телебаченні до Мардж починає говорити Озинквік у формі ручки для ін'єкції. Вона каже Мардж переконати чоловіка, інакше він, можливо, він помре від ожиріння. Мардж прокидається й усвідомлює, що це був сон. Вона будить Гомера із проханням вколоти Озинквік хоча б заради родини. Гомер погоджується.
Наступного дня Мардж дивиться розмовляє про препарат з Патті та Сельмою, які теж приймали його і схудли. Вони оголошують, що тепер виходять заміж за своїх колег.
Перед тим, як прийняти ліки, Гомер хоче проконсультуватися з доктором Гіббертом (теж струнким), де дізнається, що доза Озинквіку коштує 900 доларів. Потім у підворітті Гомера знаходить Спрінґфілдська мафія, де Жирний Тоні (що також схуднув) продає йому препарат.
Мардж помічає, що всі у Спрінґфілді мають нещасний вигляд, обвислу шкіру, повертаються до крадіжок заради Озинквіка, жебракувань, пошуку ліків тощо. Коли Мардж говорить з Озинквік-ручкою, яка говорить, що не проводили жодних досліджень щодо безпечності препарата. Мардж біжить додому, якраз коли Гомер збирається вколоти ліки. Вона вчасно зупиняє його, але одразу ж Гомера викрадає мафія.
Гомер приходить до тями на якомусь складі. Обвислі мешканці пояснюють, що він потрібен їм для ліпосакції його жиру, оскільки всі інші — мляві від Озинквіка. На щастя, Мардж знову вчасно прибуває на місце події, з підтримкою Луїджі, Мо й інших кухарів і продавців їжі, які переживають стрес від втрати роботи. Звільнившись від пут, Гомер своєю промовою переконує всіх повернутися до своїх харчових звичок, щоб відновити своє щастя. Все повертається до норми.
Патті і Сельма запрошують Сімпсонів на своє свято Сологамії (оскільки наречені кинули їх), і Мардж знову бачить Озинквік-ручку, яка запитує, що вона вдягне. Мардж хоче одягнути сукню, яку купувала ще до народження дітей. Ручка переконує її прийняти ліки, щоб схуднути, лише на один місяць заради свята. Однак, після ін'єкції, Мардж сліпне, а ручка говорить, що такий побічний ефект лише у 3 % випадків…
У сцені під час титрів показано, як мешканці Спрінґфілда повертають свою вагу.

## Культурні відсилання та цікаві факти
- Назва серії є відсиланням до телесеріалу «Останній справжній чоловік» (англ. «The Last Man Standing»)[1].
- Озинквік є очевидною пародією на Оземпік, препарат проти ожиріння[2].
  - Пісня «Oh, Oh, Oh, Othinquic», що грає у фінальних титрах, є пародією на пісню «Magic» шотландського гурта «Pilot»[2]. 2018 року пісню використали в телевізійній рекламі Оземпіка, замінивши вступ «Oh, Oh, Oh, It's Magic» на «Oh, Oh, Oh, Ozempic»[3].
- Коли показують, як люди приймають Озинквік, грає пісня «Staying Alive!» британського гурта «Bee Gees»[2].
- «Шоу Опли», яке дивиться Мардж із сестрами, — це пародія «Шоу Опри Вінфрі»[1].

## Ставлення критиків і глядачів
Під час прем'єри серію переглянули 0,69 млн осіб, з рейтингом 0.2, що зробило її другим найпопулярнішим шоу на каналі «Fox» тієї ночі, після «Сім'янина».
Джон Шварц із сайту «Bubbleblabber» оцінив серію на 10/10, сказавши:
|  | КОЖНОГО РАЗУ, коли серії «Сімпсонів», які транслює «Fox», отримують рейтинг TV-14, і це не є епізодом «Хатки жахів», мої надії зростають, тому що це означає, що сценаристи та продюсери, як у старі часи, займають позицію «до біса [все]», і ми отримаємо хорошу серію. Я радий повідомити, що все, що Ви щойно прочитали, на 100 % правда, тому що ми отримали, можливо, один із найкращих епізодів шоу за останні роки (…) Сімпсони беруться за ліки для схуднення і, мабуть, створюють кумедніший приклад сатири про наркотики для схуднення, ніж «Південний парк» майже рік тому [спецвипуск „Південний парк: Кінець ожиріння“]. |

Майк Селестіно з «Laughing Place» сказав:
|  | Було кілька кумедних жартів на початку, але після цього все пішло на спад, і здебільшого це здається досить лінивим… Після закінчення цієї серії моя дружина запитала мене, чому «Сімпсони» беруться за актуальну тему [в суспільстаі], якщо від написання сценарію до виходу в етер [проходить] так багато часу, і єдину відповідь, яку я зміг придумати, була: «Тому що вони вже зробили все інше. |

Водночас на сайті «Me Blog Write Good» відзначили, що:
|  | Серія, здається, навіть не намагається сказати щось унікально комічне з [цією] передумовою… Таке відчуття, що тут так мало про що говорити, ніби заради епізода можна було навіть не вставати з ліжка. Це серія про Оземпік, він напишеться сам!. |